# جيمس جوزيف ماهر
جيمس جوزيف ماهر (بالإنجليزية: James Joseph Maher)‏ هو فلاح وسياسي نيوزلندي، ولد في 1888، وتوفي في 28 يوليو 1964. انتخب عضو مجلس النواب نيوزيلندا.